# Книга путей и стран (аль-Бакри)
Книга путей и стран (араб. كتاب المسالك والممالك) — труд Абу Убайда аль-Бакри.
Является важным историческим источником, который носит компилятивный характер.
Здесь рассматриваются обычаи народов, упоминается множество исторических историй, описываются странности и чудеса, отвергается то, что противоречит логике.